# Alexandra Dulgheru
Alexandra Dulgheru (ur. 30 maja 1989 w Bukareszcie) – rumuńska tenisistka, reprezentantka kraju w Pucharze Federacji.

## Kariera tenisowa
Pierwsze zwycięstwo turniejowe w cyklu WTA Tour odniosła 23 maja 2009 jako dziewiętnastolatka, wygrywając turniej rangi WTA Premier – Warsaw Open. W finale niespodziewanie pokonała Alonę Bondarenko, która była znacznie wyżej w rankingu WTA (39. miejsce Bondarenko wobec 201. Dulgheru). Za zwycięstwo w Warsaw Open zdobyła 470 punktów (wraz z punktami za kwalifikacje) do rankingu WTA Tour oraz premię w wysokości 98,5 tysiąca dolarów. Rok później, po wygranej w finale 6:3, 6:4 ze Zheng Jie, obroniła tytuł. W 2015 roku osiągnęła finał zawodów w Kuala Lumpur.
W grze podwójnej Alexandra Dulgheru osiągnęła finały dwóch turniejów WTA Tour. Pierwszy – w Taszkencie w 2010 roku, kiedy razem z Magdaléną Rybárikovą uległy 3:6, 4:6 parze Aleksandra Panowa–Tacciana Puczak. Do drugiego finału awansowała razem z Flavią Pennettą w 2013 roku, przegrywając w meczu mistrzowskim z Anabel Mediną Garrigues i Klárą Zakopalovą wynikiem 1:6, 4:6.
Rumunka od 2010 roku uczestniczy w rozgrywkach Pucharu Federacji.

## Życie prywatne
Dulgheru ma dwie siostry Biancę i Mihaelę, które też grają w tenisa. Rodzice to Doina oraz Durmitru.

## Finały turniejów WTA
| Legenda                     | Legenda |
| --------------------------- | ------- |
| Wielki Szlem                |         |
| Igrzyska olimpijskie        |         |
| WTA Tour Championships      |         |
| 2009 – 2020                 |         |
| WTA Premier Mandatory       |         |
| WTA Premier 5               |         |
| WTA Premier                 |         |
| WTA International Series    |         |
| WTA 125K series (2012–2020) |         |

### Gra pojedyncza 3 (2-1)
| Końcowy wynik | Nr | Data         | Turniej      | Nawierzchnia | Przeciwniczka      | Wynik finału     |
| ------------- | -- | ------------ | ------------ | ------------ | ------------------ | ---------------- |
| Zwyciężczyni  | 1. | 23 maja 2009 | Warszawa     | Ceglana      | Alona Bondarenko   | 7:6(3), 3:6, 6:0 |
| Zwyciężczyni  | 2. | 22 maja 2010 | Warszawa     | Ceglana      | Zheng Jie          | 6:3, 6:4         |
| Finalistka    | 1. | 8 marca 2015 | Kuala Lumpur | Twarda       | Caroline Wozniacki | 6:4, 2:6, 1:6    |

### Gra podwójna 2 (0-2)
| Końcowy wynik | Nr | Data                 | Turniej  | Nawierzchnia | Partnerka            | Przeciwniczki                            | Wynik finału |
| ------------- | -- | -------------------- | -------- | ------------ | -------------------- | ---------------------------------------- | ------------ |
| Finalistka    | 1. | 25 października 2010 | Taszkent | Twarda       | Magdaléna Rybáriková | Aleksandra Panowa Tacciana Puczak        | 3:6, 4:6     |
| Finalistka    | 2. | 21 lipca 2013        | Båstad   | Ceglana      | Flavia Pennetta      | Anabel Medina Garrigues Klára Zakopalová | 1:6, 4:6     |

## Finały juniorskich turniejów wielkoszlemowych

### Gra podwójna (1)
| Końcowy wynik | Rok  | Turniej   | Nawierzchnia | Partnerka             | Przeciwniczki                     | Wynik finału |
| Finalistka    | 2006 | Wimbledon | Trawiasta    | Chrystyna Antonijczuk | Alisa Klejbanowa A. Pawluczenkowa | 1:6, 2:6     |